# الغابة السرية (مسلسل كوري)
غريب أو غابة من الأسرار (هنغول: 비밀의 숲) مسلسل تلفزيوني كوري جنوبي من بطولة باي دونا وجو سونغ وو. الدراما عرضت على قناة تي في إن في 10 حزيران 2017.

## القصة
تدُور القصة حول مُدّعي عام فاقد للمشاعِر يستكشف أسرار داخل مكتب النائب العام ويقوم بملاحقة المُجرمين الحقيقين.
هوانغ شي موك مدعي بارد ووحيد فقد القدرة على الشعور بعد عملية جراحية في الدماغ وهو وحيد لأن مكتب المدعي العام مليء بالفساد، ولمدة 8 سنوات عمل وحده كمدعي حفاظًا على نزاهته يومًا ما، تسقط جثة أمامه، وخلال مطاردة لقاتل ينتهي به الامر في متاهة من أسرار وفساد داخل إدارته.
هان يو جين ضابطة شرطة شريفة مع طبيعة إيجابية ودافئة، تخرجت من أكاديمية الشرطة، وحصلت على وظيفة في وحدة الجرائم العنيفة.
مضى شهرين فقط على وظيفتها الجديدة اللامعة كمُخبرة، لكنها تتلقى الاحترام من قبل المخضرمين ويعترفون بمهاراتها.
سيو دونغ جاي مدعي عام وسيم وناجح لديه عقدة نقص بسبب خلفيته.

## الممثلون
- باي دونا بدور الضابطة هان يو جين
- تشو سونغ وو بدور المدعي هوانغ شي موك
- لي جون هيوك بدور المدعي العام سيو دونغ جاي
- يو جاي ميونغ
- شين هاي سون
- جيون هاي جين
- تشوي مو سونغ
- يون سي آه

## الاستقبال
حققت السلسلة نجاحًا كبيرًا بين المشاهدين المحليين والدوليين ، واكتسبت تقييمات إيجابية. ظهرت على قائمة نيويورك تايمز لأفضل البرامج التلفزيونية لعام 2017،  وفازت بالعديد من الجوائز بما في ذلك الجائزة الكبرى، في حفل جوائز بيكسانغ للفنون.
في مقال بقلم الكاتبة دينا داو من Screen Rant ، وصفت المسلسل بأنه «نجاح محلي ودولي».

## المشاهدات
وفقًا للبيانات التي نشرتها نيلسن كوريا ، شوهدت الحلقة التجريبية من المسلسل بنسبة 3.041٪ على مستوى البلاد، في العاصمة سيول، سجل تقييم 3.2٪، مما جعله المسلسل الأعلى تقييمًا لفترة الزمنية بين القنوات لغير الأرضية. حقق المسلسل أعلى تقييم له في نهاية الموسم الأول، حقق نسبه 6.568% على الصعيد الوطني و 7.622% في العاصمة سيئول. وفقا لتقييمات TNmS، حقق العرض الاول 3.2% وأنتهى بنسبة 7.1%. سجلت الحلقة الأخيرة أداءً قويًا بشكل ملحوظ حيث حصلت على المركز لأول لاول مرة ضد برنامج Hyori's Homestay الذي يتم بثه في نفس الوقت، وأصبح البرنامج الأعلى تقييمًا في وقته بين برامج القنوات غير الأرضية.
| الموسم | الموسم | رقم الحلقة | رقم الحلقة | رقم الحلقة | رقم الحلقة | رقم الحلقة | رقم الحلقة | رقم الحلقة | رقم الحلقة | رقم الحلقة | رقم الحلقة | رقم الحلقة | رقم الحلقة | رقم الحلقة | رقم الحلقة | رقم الحلقة | رقم الحلقة | المتوسط |
| الموسم | الموسم | 1          | 2          | 3          | 4          | 5          | 6          | 7          | 8          | 9          | 10         | 11         | 12         | 13         | 14         | 15         | 16         | المتوسط |
| ------ | ------ | ---------- | ---------- | ---------- | ---------- | ---------- | ---------- | ---------- | ---------- | ---------- | ---------- | ---------- | ---------- | ---------- | ---------- | ---------- | ---------- | ------- |
|        | 2      | 1.915      | 1.676      | 1.759      | 1.690      | 1.576      | 1.626      | 1.476      | 1.790      | 1.802      | 1.719      | 1.742      | 1.750      | 1.730      | 2.017      | 1.928      | 2.186      | 1.774   |

| الحلقة | تاريخ البث الأصلي | متوسط حصة الجمهور | متوسط حصة الجمهور | متوسط حصة الجمهور |
| الحلقة | تاريخ البث الأصلي | إيه جي بي نيلسن   | إيه جي بي نيلسن   | TNmS              |
| الحلقة | تاريخ البث الأصلي | على الصعيد الوطني | سيول              | على الصعيد الوطني |
| ------ | ----------------- | ----------------- | ----------------- | ----------------- |
| 1      | 10 من حزيران 2017 | 3.041٪            | 3.627٪            | 3.2٪              |
| 2      | 11 يونيو 2017     | 4.148٪            | 5.498٪            | 4.0٪              |
| 3      | 17 يونيو 2017     | 4.088٪            | 4.420٪            | 3.6٪              |
| 4      | 18 يونيو 2017     | 4.170٪            | 4.923٪            | 4.5٪              |
| 5      | 24 يونيو 2017     | 4.064٪            | 5.203٪            | 3.7٪              |
| 6      | 25 يونيو 2017     | 4.082٪            | 5.174٪            | 3.9٪              |
| 7      | 1 يوليو 2017      | 4.389٪            | 4.888٪            | 4.0٪              |
| 8      | 2 يوليو 2017      | 4.154٪            | 5.237٪            | 4.6٪              |
| 9      | 8 يوليو 2017      | 4.319٪            | 5.506٪            | 4.3٪              |
| 10     | 9 يوليو 2017      | 4.834٪            | 6.434٪            | 4.6٪              |
| 11     | 15 يوليو 2017     | 4.733٪            | 5.709٪            | 5.0٪              |
| 12     | 16 يوليو 2017     | 5.511٪            | 6.875٪            | 5.0٪              |
| 13     | 22 يوليو 2017     | 4.451٪            | 5.582٪            | 4.4٪              |
| 14     | 23 يوليو 2017     | 5.447٪            | 7.125٪            | 6.0٪              |
| 15     | 29 يوليو 2017     | 4.993٪            | 6.240٪            | 5.1٪              |
| 16     | 30 يوليو 2017     | 6.568٪            | 7.622٪            | 7.1٪              |
| معدل   | معدل              | 4.562٪            | 5.629٪            | 4.6٪              |

| الحلقة | تاريخ البث الأصلي | متوسط حصة الجمهور (AGB Nielsen) | متوسط حصة الجمهور (AGB Nielsen) |
| الحلقة | تاريخ البث الأصلي | على الصعيد الوطني               | سيول                            |
| ------ | ----------------- | ------------------------------- | ------------------------------- |
| 1      | 15 أغسطس 2020     | 7.627٪ (الأول)                  | 9.102٪ (الأول)                  |
| 2      | 16 أغسطس 2020     | 6.415٪ (الأول)                  | 7.585٪ (الأول)                  |
| 3      | 22 أغسطس 2020     | 7.014٪ (الأول)                  | 8.190٪ (الأول)                  |
| 4      | 23 أغسطس 2020     | 6.442٪ (الأول)                  | 7.378٪ (الأول)                  |
| 5      | 29 أغسطس 2020     | 6.041٪ (الأول)                  | 7.070٪ (الأول)                  |
| 6      | 30 أغسطس 2020     | 6.281٪ (الأول)                  | 7.487٪ (الأول)                  |
| 7      | 5 سبتمبر 2020     | 6.502٪ (الأول)                  | 6.950٪ (الأول)                  |
| 8      | 6 سبتمبر 2020     | 7.493٪ (الأول)                  | 8.856٪ (الأول)                  |
| 9      | 12 سبتمبر 2020    | 7.190٪ (الأول)                  | 8.553٪ (الأول)                  |
| 10     | 13 سبتمبر 2020    | 7.203٪ (الأول)                  | 8.031٪ (الأول)                  |
| 11     | 19 سبتمبر 2020    | 6.843٪ (الأول)                  | 8.017٪ (الأول)                  |
| 12     | 20 سبتمبر 2020    | 7.458٪ (الأول)                  | 8.707٪ (الأول)                  |
| 13     | 26 سبتمبر 2020    | 7.179٪ (الأول)                  | 7.755٪ (الأول)                  |
| 14     | 27 سبتمبر 2020    | 8.837٪ (الأول)                  | 10.312٪ (الأول)                 |
| 15     | 3 أكتوبر 2020     | 8.307٪ (الأول)                  | 9.589٪ (الأول)                  |
| 16     | 4 أكتوبر 2020     | 9.408٪ (الأول)                  | 11.039٪ (الأول)                 |
| معدل   | معدل              | 7.265٪                          | 8.414٪                          |

## الجوائز والترشيحات
| عام  | جائزة                   | الفئة                    | مرشح          | نتيجة | المرجع.       |
| ---- | ----------------------- | ------------------------ | ------------- | ----- | ------------- |
| 2017 | جوائز سيول الأولى       | الجائزة الكبرى (دايسانغ) | الغابة السرية | فوز   | [ 19 ]        |
| 2017 | جوائز سيول الأولى       | افضل ممثل                | تشو سيونغ وو  | رشح   | [ 19 ]        |
| 2017 | جوائز سيول الأولى       | أفضل ممثلة جديدة         | شين هاي سون   | رشح   | [ 19 ]        |
| 2018 | جوائز بيكسانغ 54 للفنون | الجائزة الكبرى (دايسانغ) | الغابة السرية | فوز   | [ 20 ] [ 21 ] |
| 2018 | جوائز بيكسانغ 54 للفنون | الجائزة الكبرى (دايسانغ) | تشو سيونغ وو  | رشح   | [ 20 ] [ 21 ] |
| 2018 | جوائز بيكسانغ 54 للفنون | أفضل دراما               | شخص غريب      | رشح   | [ 20 ] [ 21 ] |
| 2018 | جوائز بيكسانغ 54 للفنون | أفضل مخرج                | اهن جيل هو    | رشح   | [ 20 ] [ 21 ] |
| 2018 | جوائز بيكسانغ 54 للفنون | افضل ممثل                | تشو سيونغ وو  | فوز   | [ 20 ] [ 21 ] |
| 2018 | جوائز بيكسانغ 54 للفنون | أفضل ممثل مساعد          | يو جاي ميونغ  | رشح   | [ 20 ] [ 21 ] |
| 2018 | جوائز بيكسانغ 54 للفنون | أفضل سيناريو             | لي سو يون     | فوز   | [ 20 ] [ 21 ] |
| 2018 | جوائز بيكسانغ 54 للفنون | أفضل ممثل جديد           | لي كيو هيونغ  | رشح   | [ 20 ] [ 21 ] |

## الإصدار
تم بث الحلقة التجريبية من المسلسل في 10 يونيو 2017 على تي في إن، حصلت نتفليكس على حقوق البث العالمي للمسلسل مقابل 200000 دولار أمريكي لكل حلقة، باستثناء كوريا والصين، وأصدرتها في بث متزامن مع تي في إن كبرنامج أصلي، قامت tvN Affiliate و tvN Asia أيضًا ببث المسلسل في أسواق آسيوية مختارة بدءًا من 16 يونيو 2018.
بدأت تي في إن بتخطيط لموسم ثان، ومن المقرر إطلاقه مع نتفليكس في نفس اليوم، تم عرضه لأول مرة في 15 أغسطس 2020، ليحل محل «لاباس ألا تكون على ما يرام».

## روابط خارجية
- الموقع الرسمي
 (بالكورية)
- الغابة السرية على هانسينما
- الغابة السرية على موقع IMDb (الإنجليزية)
- الغابة السرية على موقع نتفليكس (الإنجليزية)
- الغابة السرية على موقع كينوبويسك (الروسية)
- الغابة السرية على موقع ألو سيني (الفرنسية)
- الغابة السرية على موقع قاعدة بيانات الفيلم (الإنجليزية)